# Alex Wilson (Fußballspieler, 1933)
Alexander Wilson (* 29. Oktober 1933 in Buckie; † 29. Juli 2010) war ein schottischer Fußballspieler. Der Abwehrspieler gehörte bei der Weltmeisterschaft 1954 zum Kader der schottischen Nationalmannschaft.

## Laufbahn
In Schottland aufgewachsen, schloss sich Wilson 1949 dem englischen Klub FC Portsmouth an. Pompey hielt er anschließend 18 Jahre die Treue und erlebte mit dem Verein Erfolge und Niederlagen. Zunächst nur junger Ergänzungsspieler, gelang ihm in der Spielzeit 1953/54 der Durchbruch in der First Division. Nach nur 25 Ligaspielen für seinen Verein wurde er kurz vor der Weltmeisterschaftsendrunde 1954 für das letzte Testspiel gegen Finnland in die Auswahlmannschaft berufen. Anschließend gehörte er zum 22 Spieler starken WM-Aufgebot, das der schottische Verband an die FIFA melden musste. Jedoch nahm der Verband lediglich 13 Spieler mit in die Schweiz, so dass Wilson auf der Insel zurückblieb. Der Länderspielauftritt vor dem Turnier blieb sein einziger Länderspieleinsatz.
In der an die Weltmeisterschaft anschließenden Spielzeit 1954/55 erreichte Wilson mit seinem Verein den dritten Rang hinter Meister FC Chelsea und den Wolverhampton Wanderers. Dem Erfolg folgte der Rückgang, 1959 beendete er nach nur sechs Saisonsiegen mit dem Klub die Spielzeit auf einem Abstiegsplatz. Auch in der Second Division ging es gegen den Abstieg. Im ersten Jahr noch auf dem letzten Nicht-Abstiegsplatz stieg er mit der Mannschaft 1961 in die dritte Liga ab. Dort gehörte er zur Mannschaft, die den direkten Wiederaufstieg schaffte. Anschließend spielte er noch bis 1967 für den FC Portsmouth, der sich bei ihm und seinem ebenfalls in jenem Jahr seine Karriere beendenden Mitspieler Johnny Gordon mit Abschiedsspielen gegen den FC Arsenal und Stoke City für die Dienste bedankte. Bei Chelmsford City ließ er anschließend im Non-League football seine Karriere ausklingen und gewann mit der Mannschaft 1968 die Meisterschaft der Southern Football League, seinerzeit gab es jedoch keinen Aufstieg in die Football League.
Nach seinem Karriereende arbeitete Wilson bei verschiedenen Druckereien. Nachdem er an Alzheimer erkrankt war, verstarb er im Sommer 2010.